# دانيال كي. سادلر
دانيال كي. سادلر هو محامي وقاضي وسياسي أمريكي، ولد في 28 أكتوبر 1882 في باريس في الولايات المتحدة، وتوفي في 2 أبريل 1960 في CHRISTUS St. Vincent Regional Medical Center ‏ في الولايات المتحدة.